# Johann von Hoverbeck

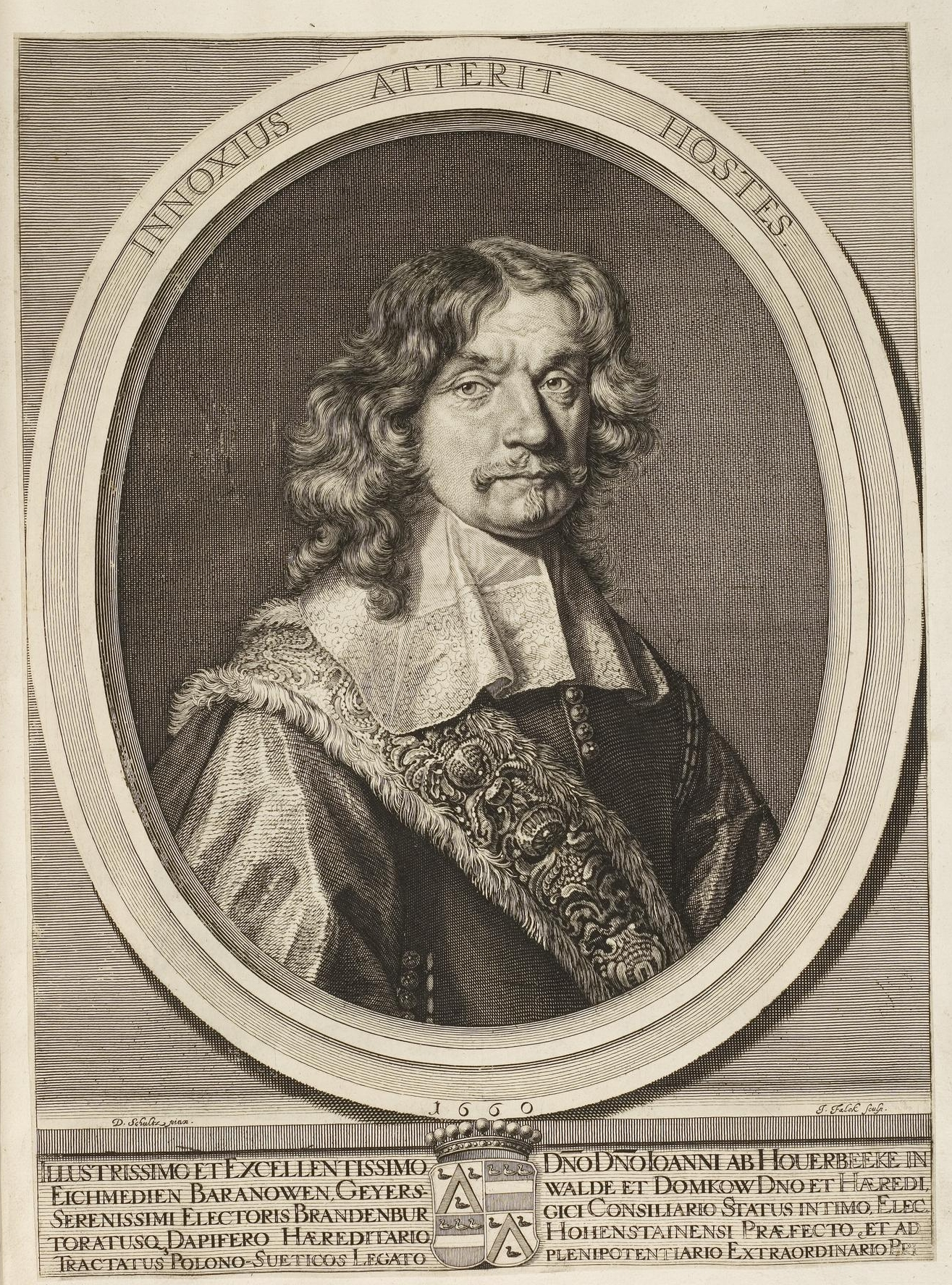
Johann von Hoverbeck, 1660

Johann von Hoverbeck, seit 1663 Johann Freiherr von Hoverbeck  (*  1. Dezember 1606 in Aleksandrowice bei Krakau; † 6. April 1682 in Hohenstein, Ostpreußen) war ein deutscher Diplomat.
Hoverbecks Vater, Nikolaus von Hoverbeck, Abkömmling einer alten flandrischen Adelsfamilie, war 1570 von Brabant  nach Alexandrowice, einem Gutsdorf bei Krakau,  ausgewandert, angeblich aus Glaubensgründen. Overbecks Mutter war Ursula Gutteter-Dobrodziejski aus einer Patrizierfamilie deutscher Abstammung in Krakau; ihr polnischer Adelstitel wird angezweifelt. Der Vorname des Großvaters Hoverbecks väterlicherseits lautete ebenfalls Johann.

## Leben
1614 ging Hoverbeck auf  das Gymnasium in Danzig.  Seit 1626  unternahm er eine ausgedehnte Kavalierstour  nach Deutschland, in die Niederlande, nach England (Universität Oxford, London) Frankreich (Paris, Akademie Sedan), Italien und Ungarn. Zwischendurch leistete er im Ausland Kriegsdienste. So nahm er als Artilleriekommissar u. a. 1628 an der Eroberung von La Rochelle teil, und im Sommer 1629 beteiligte er sich an einem Feldzug in Holland.
Im Juni 1630 kehrte er nach Hause zurück. Er trat 1631  in den kurbrandenburgischen Staatsdienst ein und wurde dort mit „preußischen, polnischen und anderen ausländischen Sachen“ befasst. Nachdem er 1632 Gesandtschaftssekretär geworden war, wurde er 1634 zum kurbrandenburgischen Gesandten in Polen bestellt. Am  28. März 1639 erhielt er das Indigenat für Preußen. 1643 wurde er zum Geheimrat ernannt und zum Baron erhoben. Am 1. Dezember 1654 wurde ihm das Erbtruchsessamt der Kurmark Brandenburg übertragen. Als Vertrauter des Großen Kurfürsten trat Hoverbeck für ein gutes Verhältnis zu Polen ein und trug damit wesentlich zur außenpolitischen Stabilisierung Brandenburg-Preußens bei. Er unterzeichnete u. a. den Vertrag von Wehlau. 1658 erhielt er das Indigenat auch für Polen. 1659/1660 war er als Bevollmächtigter des Kurfürsten Friedrich Wilhelm von Brandenburg am Vertrag von Oliva beteiligt. Mit einem Diplom vom 20. August 1663 wurde Hoverbeck in den Reichsfreiherren-Stand erhoben.
Aus Dank für seine diplomatischen Verdienste übereignete ihm der Große Kurfürst 1653 den Gutsbezirk Eichmedien in Masuren. Im Dorf Eichmedien hatte früher ein Schloss gestanden, das jedoch inzwischen zerstört worden war und von dem nur noch das Kellergeschoss und die Fundamente übrig geblieben waren. Hoverbeck ließ an derselben Stelle ein neues repräsentatives Herrenhaus errichten, das 1680, zwei Jahre vor seinem Tod, fertiggestellt war.  Johann von Hoverbeck  war der Vater von Johann Dietrich von Hoverbeck (1652–1714), der ebenfalls eine diplomatische Laufbahn einschlug, und von Ludwig von Hoverbeck.